# Eduardo Alonso-Crespo
Eduardo Alonso-Crespo (* 18. März 1956 in San Miguel de Tucumán) ist ein argentinischer Komponist und Orchesterdirigent.

## Karriere
Eduardo Alonso-Crespo absolvierte von 1973 bis 1980 ein Studium des Bauingenieurwesens an der Universidad Nacional de Tucumán. Von 1987 bis 1989 erlangte er ein Diplom in Musik an der Escuela de Artes Musicales und einen Master of Arts (M.A.) an der Carnegie Mellon University. In dieser Zeit ermöglichte ihm ein Fulbright-Stipendium den Aufenthalt in den USA, wo er Schüler von Lukas Foss, Leonardo Balada und Samuel Jones war. Seine Ausbildung zum Dirigenten vollendete er bei Max Rudolf, Gunther Schuller und Henry Holt.
1998 debütierte er am Teatro Colón mit einer Aufführung von Gustav Mahlers vierter Sinfonie. Als Dirigent des Tucumán Symphony Orchestra wirkte er elf Jahre lang als musikalischer Leiter des Carnegie Mellon Contemporary Ensemble. Gastdirigate in Chile, Mexiko, den USA, Portugal und Frankreich machten ihn berühmt. Weiterhin unterrichtete er als Gastdozent und Professor an der Carnegie Mellon University. Neben kammermusikalischen und sinfonischen Werken komponierte Alonso-Crespo mehrere Bühnenwerke, darunter das Ballett Medea (1985), eine Schauspielmusik zu Macbeth sowie die Opern Juana, la loca (1991) und Putzi (2004).

## Werke
- Canto de la Mañana
- Chacona en tiempo de tango para violín y orquesta de cuerdas
- Concierto en tiempo de tango para violín y orquesta de cuerdas (Concierto para violín no. 1)
- Concierto para arpa
- Concierto para clarinete
- Concierto para contrabajo
- Concierto para flauta
- Concierto para fagot
- Concierto para guitarra
- Concierto para fagot
- Concierto para piano no. 1 (Comentarios sobre tres valses de Alberdi)
- Concierto para piano no. 2
- Concierto para piano no. 3
- Concierto para viola
- Concierto para violín no. 2
- Doble Concierto para oboe y clarinete
- El Valle de los Menhires
- Gualba, aria para soprano y orquesta
- Juana, la loca, Oper
- Lady Macbeth
- Medea, Ballett
- Pachamama
- Preludio de la ópera Yubarta
- Putzi, Oper
- Sinfonía no. 1
- Sinfonía no. 2 (Nataraja)
- Sinfonía no. 3 (Lírica)
- Sinfonía no. 4 (Hoka Néni)
- Sinfonía no. 5
- Sinfonietta op.1